# Chadakori
Chadakori est une localité et une commune rurale du Niger, département de Guidan-Roumdji, région de Maradi.

## Géographie
La localité de Chadakori est située à 42 km à l'ouest du chef-lieu départemental Guidan-Roumdji.
| Dan-Goulbi     | Sabon-Machi | Maïyara, Sarkin Haoussa |
| Guidan-Roumdji | Chadakori   | Saé Saboua              |
| Guidan Sori    | Tibiri      | Guidan Sori             |

## Histoire
La commune rurale de Chadakori instaurée en 2002, est issue du canton de Chadakori.

## Population
Lors du recensement général de 2012, la population communale est relevée à 108 711 habitants, dont 5 271 habitants pour la localité chef-lieu communal.

## Localités
La commune s'étend sur 125 villages, 56 hameaux et 26 camps au nord du département de Guidan-Roumdji.

## Services et infrastructures
- Centre de Santé Intégré (CSI) à Chadakori, Boussaragui, Dargué, Kouroungoussaou et Maski[5].
- Collège d'enseignement général (CEG) à Chadakori.
- Centre de formation des métiers (CFM) à Chadakori.